# Sans-culottes
Pour l’article homonyme, voir Sans-culotte (poisson).

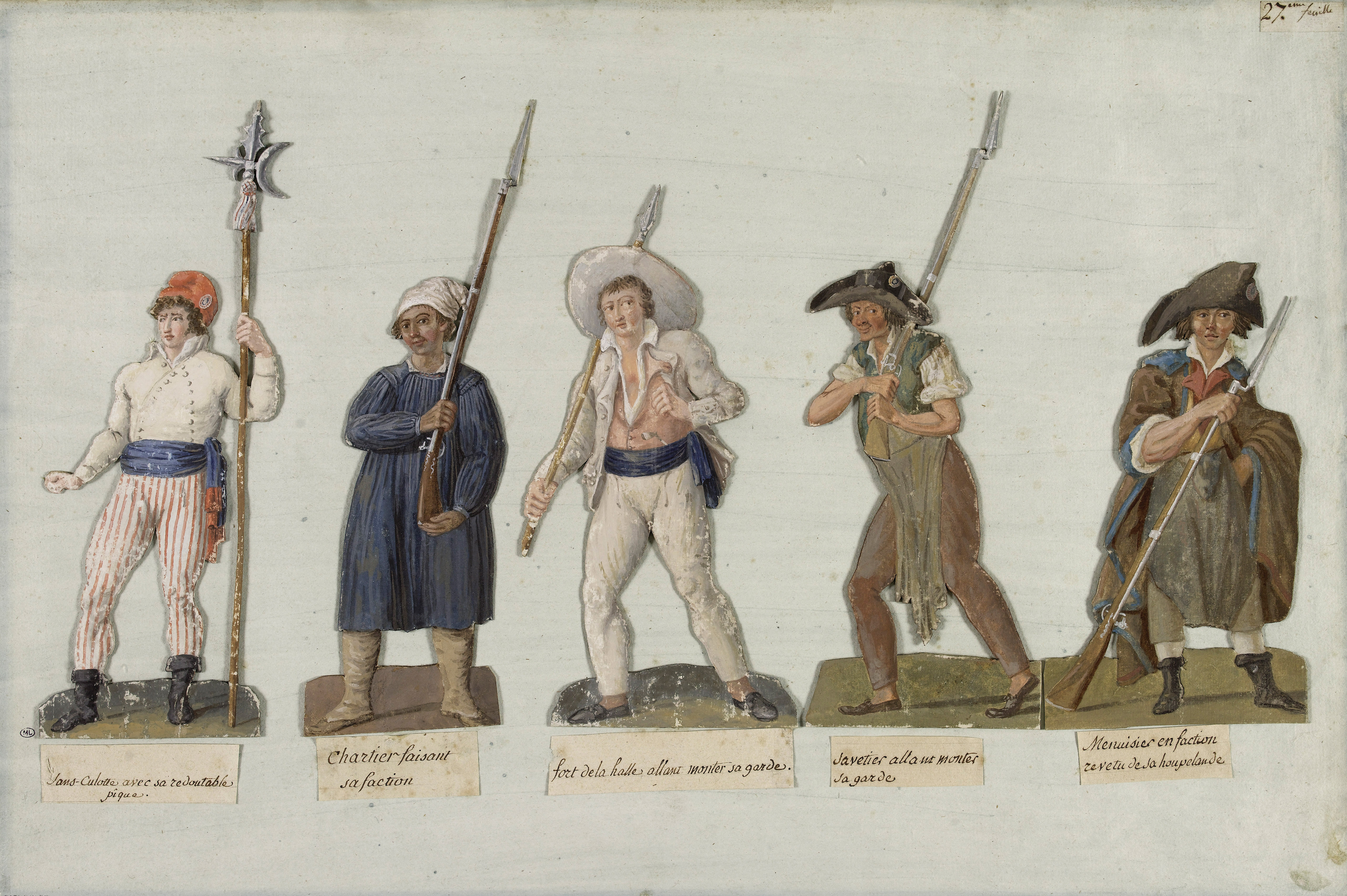
Sans-culottes en armes, gouache de Jean-Baptiste Lesueur, 1793-1794, musée Carnavalet.

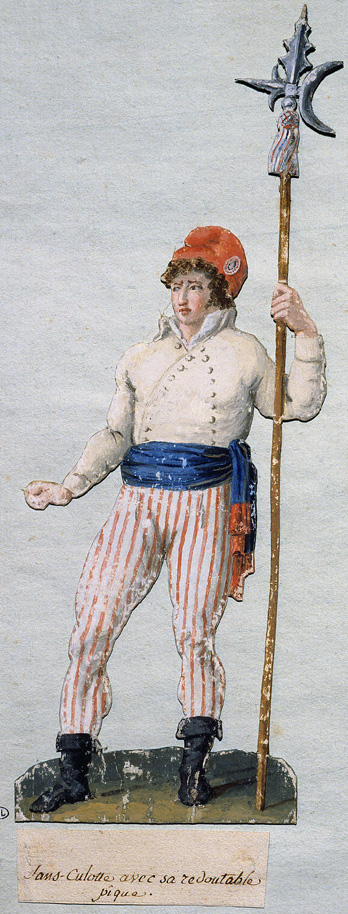
Un sans-culotte avec une hallebarde par Jean-Baptiste Lesueur.

« Sans-culottes » est le nom donné, au début de la Révolution française de 1789, par mépris, aux manifestants populaires qui portent des pantalons à rayures et non des culottes (hauts-de-chausses), symbole vestimentaire de l'aristocratie d'Ancien Régime.

## Origines
Les sans-culottes sont des révolutionnaires issus du petit peuple de la ville et défenseurs d'une République égalitaire. Ils sont jugés par les autres révolutionnaires comme « radicaux » parce qu'ils prônent la démocratie (que nous appellerions « directe » de nos jours), c'est-à-dire sans intermédiaires comme les députés (qui à l'époque se disaient anti-démocrates car « la démocratie serait l'anarchie » [citation nécessaire]). Ils se distinguent par leurs modes d'expression, en particulier vestimentaires. Leur tenue comporte un pantalon à rayures bleues et blanches, au lieu de la culotte courte et des bas, portés par les nobles et les bourgeois, ainsi qu'un bonnet phrygien rouge, et une tendance à la simplicité. Ce costume est un signe de protestation, arboré par des avocats, des commerçants, des employés, des artisans, des bourgeois, puis par les membres de toutes les conditions qui se présentaient comme « patriotes ».
Le sans-culotte est un personnage important de la Révolution française, qui s'oppose à celui de l'aristocrate par son costume, ses manières, son langage, ses symboles empruntés, mais de façon allégorique, aux couches les plus populaires de Paris et à une vision idéalisée de la Grèce antique.
Les sans-culottes vont devenir rapidement un véritable mouvement de mode, aussi bien dans le domaine du costume que de la langue, de la musique, de la décoration, de la cuisine, de la civilité, de l'humour, de la manière de parler, et des idées : le sans-culottisme. Cette nouvelle ligne esthétique est celle de la Révolution dont elle développe les thèmes et les figures dans toutes les modalités pendant les années de la Terreur avec le théophilanthropisme, le vandalisme, puis elle laissera place après Thermidor aux Incroyables et Merveilleuses.

## Le «costume du révolutionnaire»
L’épithète « sans-culottes », qui est antérieure à la Révolution, s'impose avec le journal de Marat, L'Ami du peuple : il désignait familièrement tout homme qui ne porte pas la culotte courte avec des bas, ce qui était au XVIIIe siècle le costume ordinaire des nobles et des bourgeois. Il est indicateur de la condition sociale des travailleurs manuels, des manouvriers, des artisans, comme les « cols bleus » encore actuellement.
Le pantalon n'était pas non plus porté par les candidats du tiers état à la députation, car ils étaient tous issus de la meilleure bourgeoisie de robe et de finance, jamais des artisans ou des paysans. Les élus du tiers état arboreront des vêtements et un bicorne complètement noirs : des vêtements austères qui sont typiques de la bourgeoisie puritaine et qui tranchaient aussi bien avec les vêtements luxueux des élus de la noblesse et du clergé, qu'avec ceux des artisans, des commerçants, des ouvriers et des paysans.
Outre les pantalons (ou les jupes), rayés souvent aux trois couleurs, le sans-culotte arbore la blouse et le gilet ou la veste courte à gros boutons (la carmagnole), et des sabots qui marquent son appartenance au peuple travailleur. Le port du bonnet rouge, à l’origine utilisé pour protéger la chevelure dans certaines professions, et qui évoque les esclaves affranchis de la Rome antique, le bonnet phrygien, s’affirme dès le 10 août 1789, comme le « symbole du pouvoir politique des sans-culottes ».
Les élus sans-culottes répudient et retirent de leur nom les références à la noblesse ; certains se donnent des noms référant à la république romaine comme « Brutus » ou « Gracchus ». Les « Leroy » se renomment « Laloi ».

## L'action et les effets de la sans-culotterie
Le sans-culotte est une figure révolutionnaire qui dure moins de temps que la révolution.
Son entrée en masse en politique coïncide avec l’avènement de la République (août 1792) qui établit le suffrage universel masculin, mettant fin au vote censitaire masculin qui caractérisait la Constitution de 1791.

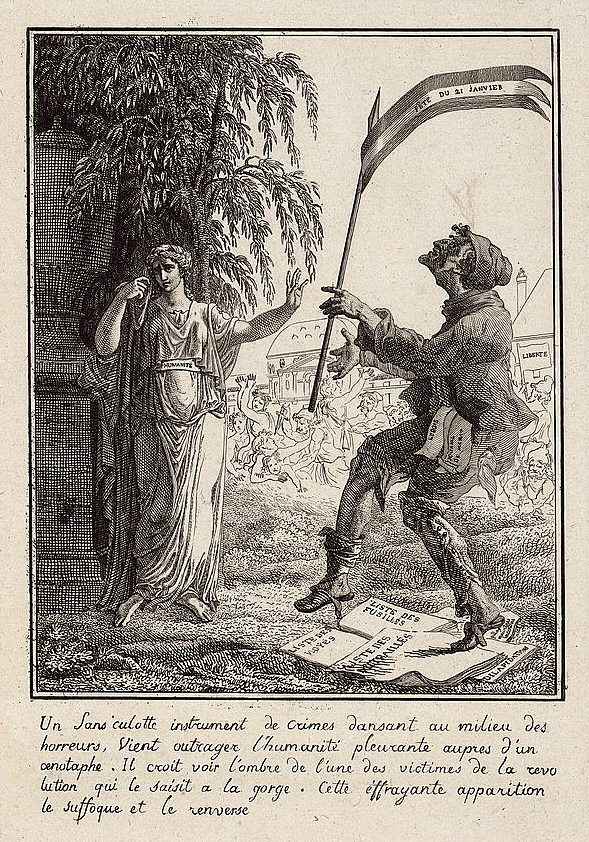
Satire sur la mort de Louis XVI.
Caricature anonyme de 1793.
Un sans-culotte instrument de crimes, dansant au milieu des horreurs, vient outrager l'humanité pleurante auprès d'un cénotaphe. Il croit voir l'ombre de l'une des victimes de la Révolution, qui le saisit à la gorge. Cette effrayante apparition le suffoque et le renverse.

À partir de 1791, lorsque le massacre du Champ-de-Mars (17 juillet) par Jean Sylvain Bailly eut fait mitrailler le peuple, les militants des sections parisiennes firent de leur costume un manifeste politique contre le régime de monarchie constitutionnelle censitaire.
Le sans-culotte, en contribuant à la domination de la faction radicale, arrive au-devant de la scène politique parisienne d’août 1792 à l’été 1794. La sans-culotterie trouve en effet l’une des sources de son efficacité politique dans la fascination rousseauiste de nombre d’hommes des Lumières pour le travail manuel. Lecteurs de l'Encyclopédie, débiteurs vis-à-vis des sans-culottes qui avaient fait la Révolution à Paris, sauvant ainsi l’Assemblée nationale constituante, les chefs politiques de la Révolution marquèrent leur attachement aux sans-culottes jusqu'à la chute de Robespierre : ainsi on imposa par exemple durant la Terreur, le tutoiement démocratique remplaçant le servile vouvoiement.
Quelques journalistes surent coller à ce peuple combattant et révolutionnaire : Jean-Paul Marat et son Ami du peuple, dans un tout autre registre, Jacques-René Hébert et son Père Duchesne, mais aussi Jacques Roux et son groupe les Enragés. Ils en furent longtemps les porte-paroles, plus que les guides, incontestés. Les sans-culottes se rassemblaient, d’une part, dans les assemblées des sections et, d’autre part, dans les clubs. Les assemblées des sections, organismes de la vie de quartier institués dès 1790, n’accueillaient en principe que les citoyens actifs ; cependant, le rôle primordial joué par nombre d’ouvriers et petits artisans, ainsi que le fait qu’ils étaient restés armés depuis 1789, leur donna voix au chapitre. Les clubs surtout — club des Cordeliers, club de l'Évêché, Société fraternelle des deux sexes, Club helvétique — furent l’instrument dont les sans-culottes se servirent pour influencer la vie politique. Le club de l'Évêché, issu des Cordeliers, joua un rôle important dans la préparation du 10 août, jour de la prise des Tuileries et de la chute du trône. À partir de septembre 1792, le club des Jacobins s’ouvrit aux citoyens les plus pauvres : il devint dès lors le plus important des lieux de réunion pour les sans-culottes.
Ceux-ci manifestaient leurs revendications par des pétitions des sections présentées aux assemblées (Législative, puis Convention) par des délégués ; il y eut ainsi une succession de pétitions réclamant l’arrestation des chefs girondins avant l’insurrection du 31 mai au 2 juin. L’insurrection, la « journée », était le second moyen d’action. La violence armée fut un recours fréquent du 10 août 1792 aux vaines émeutes de germinal et prairial an III. Les émeutiers, appuyés par les canons de la garde nationale à laquelle ils appartenaient, venaient montrer leur force menaçante pour obtenir gain de cause. De leur détermination et de la capacité de résistance du pouvoir politique dépendait évidemment le succès de la tentative : réel le 10 août ou le 2 juin, il fut nul durant la période de la Convention thermidorienne.
Avec la mise en place, en 1792 et 1793, des comités de surveillance, les sans-culottes eurent un troisième moyen de pression sur la politique : la police et les tribunaux reçurent par milliers les dénonciations des traîtres et conspirateurs supposés. Pour l’efficacité de la Terreur, la surveillance révolutionnaire exercée par les sans-culottes était indispensable. Celle-ci abolie par la Convention thermidorienne, vint le moment où les sans-culottes, privés du club des Jacobins, désarmés, fichés et suivis par une police remarquablement infiltrée, durent abandonner leur pouvoir de pression.
En 1794, avec la chute de Robespierre, les sans-culottes perdent leurs pouvoirs et leur rôle politique et culturel.

## L'idéologie du «sans-culottisme» et sa diffusion

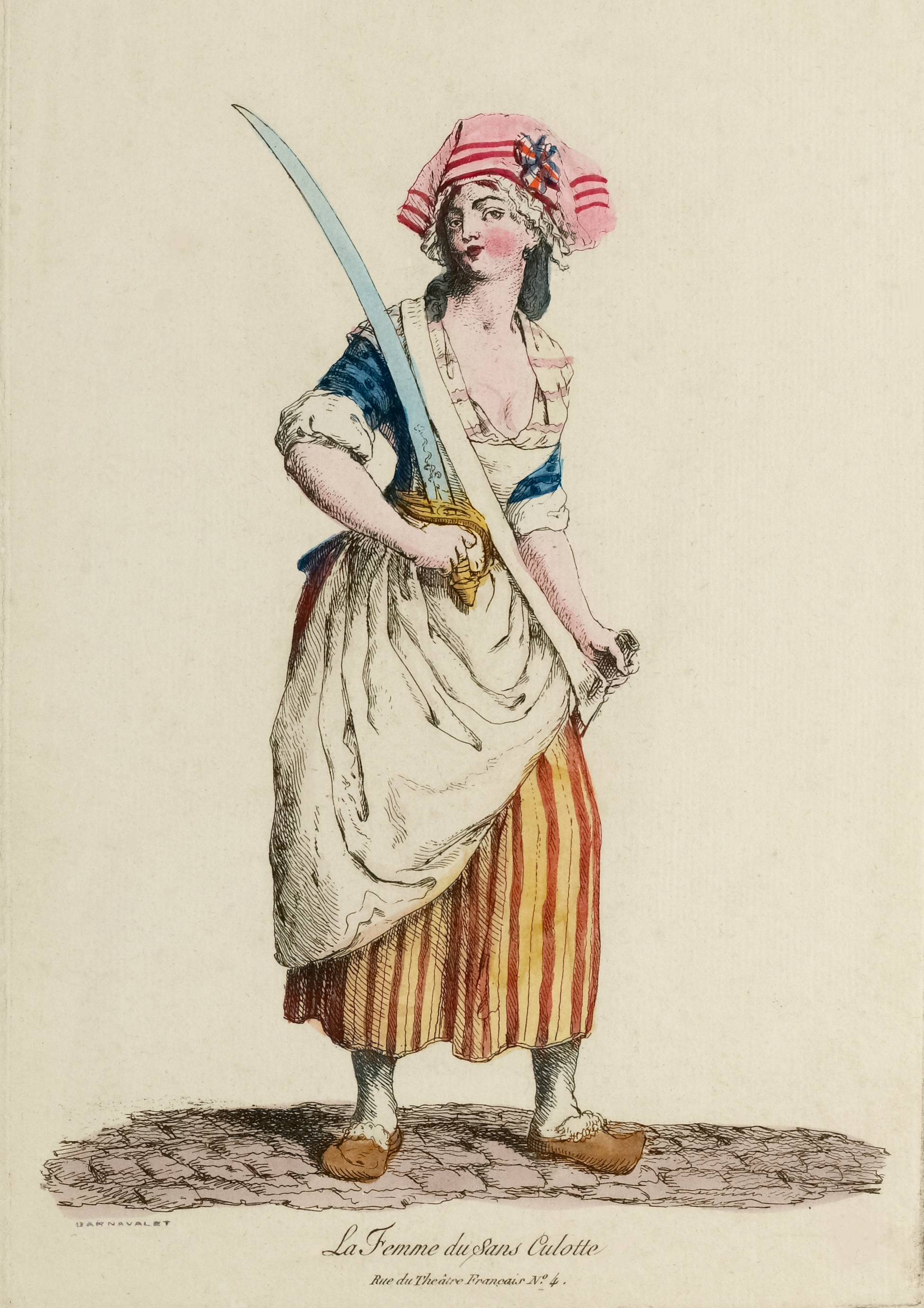
« La femme du sans-culotte », estampe, musée Carnavalet, vers 1792.

Le premier promoteur de l'esthétique sans culotte a été Benjamin Franklin, son Almanach du Bonhomme Richard, et sa maxime « Ah ! ça ira ! » qui est contre le luxe et la perfection, et pour la simplification de tout.
Les représentations iconographiques, largement diffusées sous forme de gravures ou d’estampes vendues à la criée, idéalisent le corps du sans-culotte, robuste, musclé, équilibré, que tout opposait aux corps monstrueux des privilégiés, évêques obèses passés au « dégraisseur patriotique » ou nobles filiformes et émaciés, roi-cochon ou reine-autruche (« l’Autruchienne » [sic]), ayant perdu toute dignité et tout droit au respect.
Le théâtre révolutionnaire (Sylvain Maréchal, Le Jugement dernier des rois) fit du sans-culotte le symbole de la justice naturelle.
Dans le calendrier républicain, les cinq jours complémentaires furent dénommés sans-culottides jusqu’en 1795.
François-Valentin Mulot fit un Almanach des sans-culottes.
« La sociologie du sans-culotte est intentionnellement imprécise : élastique, elle permet l’identification des plus grands nombres… ». On peut penser qu’il s’agit d’un processus de légitimation réciproque entre les Jacobins et le peuple. Le sans-culotte, est peut-être une forme intermédiaire permettant le dialogue entre nouveaux citoyens et députés. « L’appellatif sans-culotte est avant tout une catégorie de l’esprit public révolutionnaire […] » et correspond à l’idéal théorique du citoyen tel qu’il est élaboré par le discours politique pour rallier le peuple. Ce modèle de citoyen est en quelque sorte inventé par les Jacobins et la Montagne et leur donne un allié pour lutter contre les contre-révolutionnaires et se départir des autres factions de l’Assemblée. Mais c’est un modèle qui se fixe dans le réel parce qu’il donne à chacun la possibilité d’accéder à un statut social valorisé. Fruit d’un discours sur le peuple en constante évolution, le sans-culotte, conçu comme idéal ou comme réalité sociologique, symbolise le renversement complet d’un système de valorisation social.

### Le sans-culotte idéal décrit par le Père Duchesne, été 1793
« Qu'est-ce qu'un sans-culotte ?
C'est un être qui va toujours à pied, qui n'a pas de millions comme vous voudriez tous en avoir, point de châteaux, point de valets pour le servir, et qui loge tout simplement avec sa femme et ses enfants, s'il en a, au quatrième ou au cinquième étage. Il est utile, il sait labourer un champ, forger, scier, limer, couvrir un toit, faire des souliers et verser jusqu'à la dernière goutte de son sang pour le salut de la République.
Comme il travaille, on est sûr de ne rencontrer sa figure ni au café ni dans les tripots où l'on conspire, ni au théâtre. Le soir, il se présente à sa section, non pas poudré, musqué, botté, dans l'espoir d'être remarqué de toutes les citoyennes des tribunes, mais pour appuyer de toute sa force les bonnes motions. Au reste, un sans-culotte a toujours son sabre pour fendre les oreilles à tous les malveillants. Quelquefois, il marche avec sa pique, mais au premier bruit de tambour, on le voit partir pour la Vendée, pour l'armée des Alpes ou pour l'armée du Nord »

## Pétition des sans-culottes portée à la Convention
« Mandataire du peuple, depuis peu vous promettez de faire cesser les calamités du peuple ; mais qu'avez vous fait pour cela ? Avez-vous prononcé une peine contre les accapareurs et les monopoles ? Non. Eh bien, nous vous déclarons que vous n'avez pas tout fait. Vous habitez la Montagne, resterez-vous immobiles sur le sommet de ce rocher immortel ? Il ne faut pas craindre d'encourir la haine des riches, c'est-à-dire des méchants ; il faut tout sacrifier au bonheur du peuple »
Pétition des sans culottes portée à la Convention, 25 juin 1793

## Représentation artistique
En 1923, le sculpteur Charles Richefeu réalise La Carmagnole, une sculpture en plâtre représentant un sans-culotte qui se tient sur une jambe et serre une serpe dans la main droite tout en brandissant la tête de la princesse Marie-Thérèse-Louise de Savoie-Carignan de la main gauche. Cette statue est conservée au musée de la Révolution française.

## Galerie

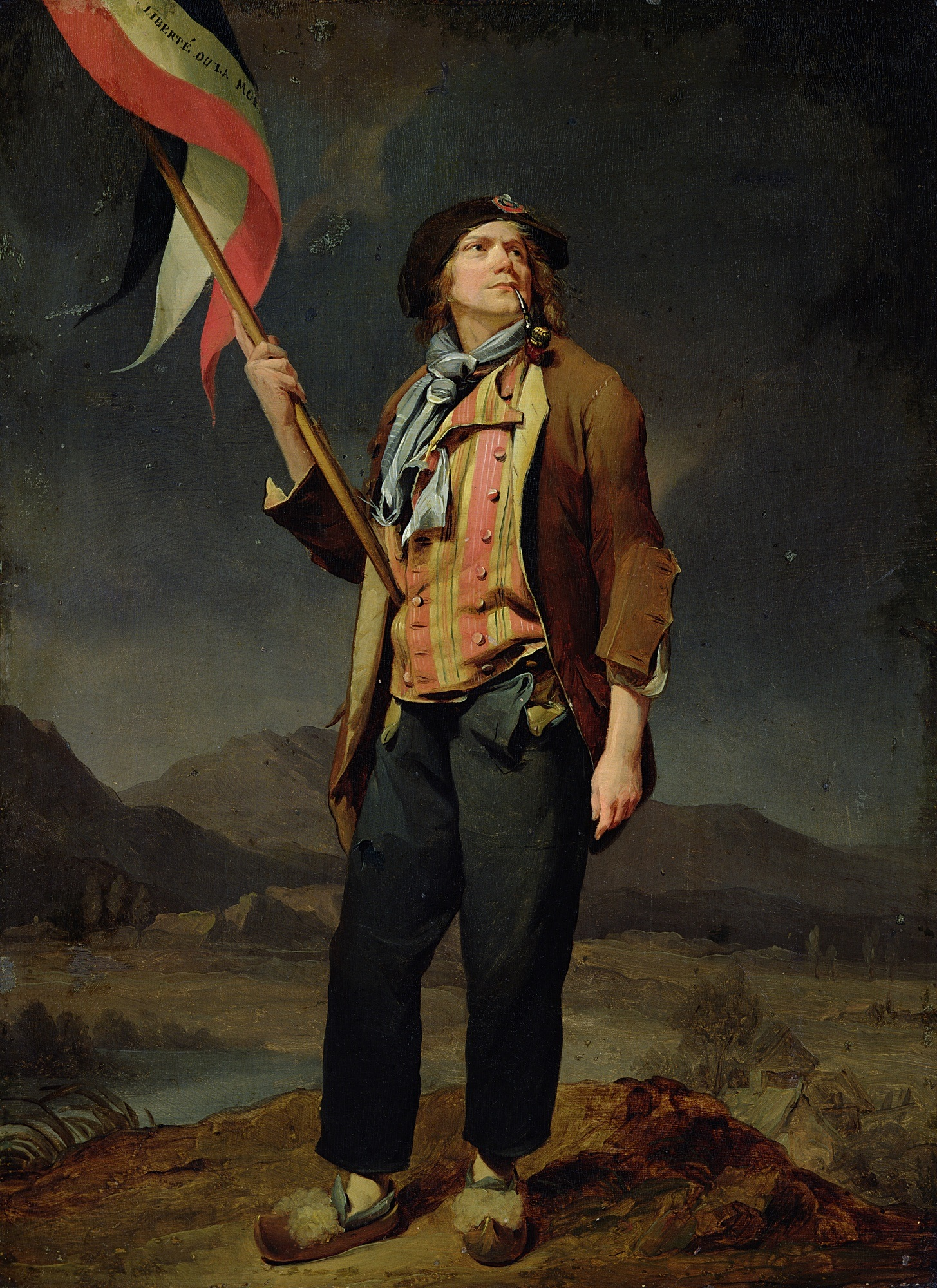
Sans-culotte peint par Louis-Léopold Boilly (1761–1845).

### Bibliographie

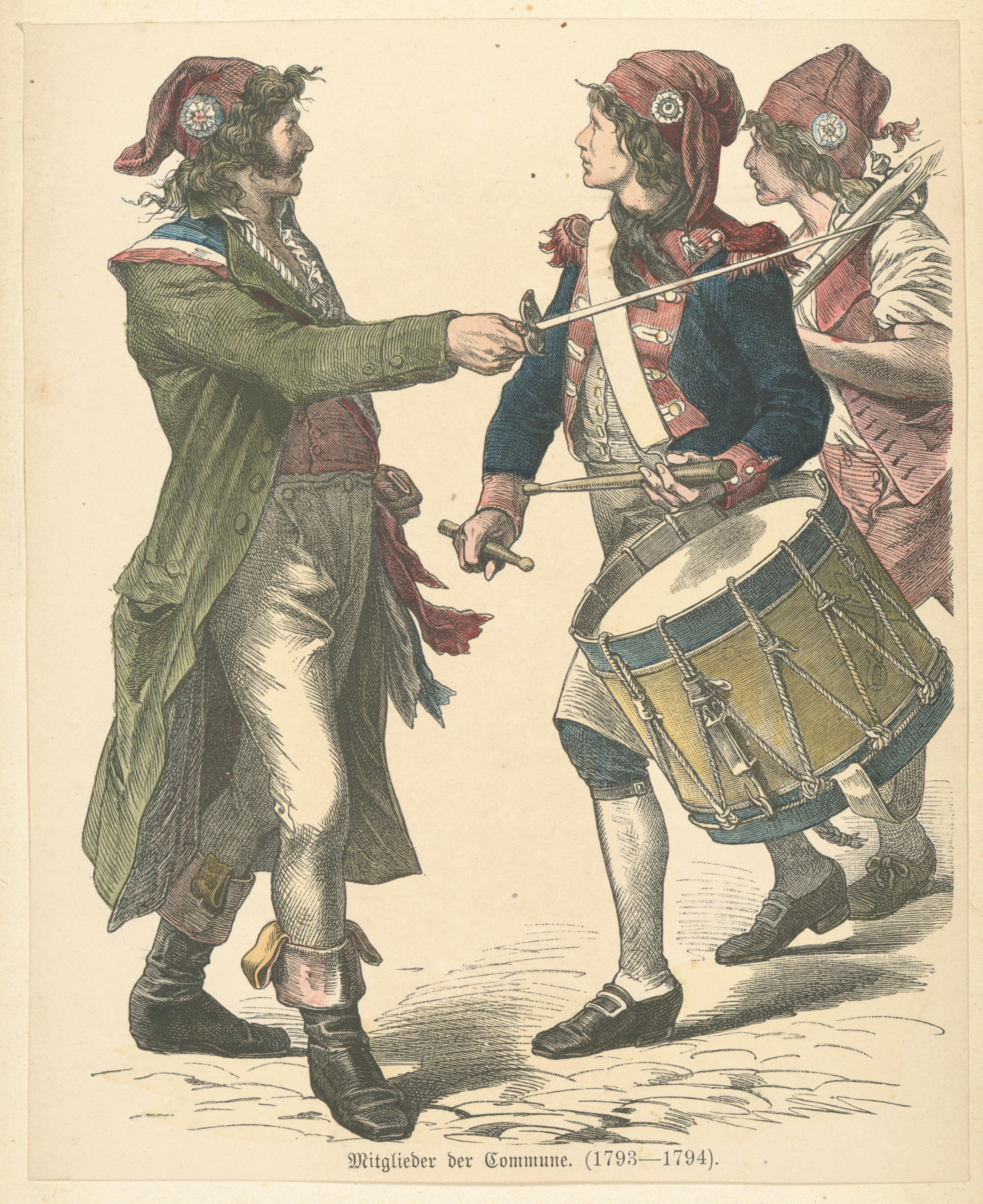
Sans-culottes. Illustration extraite de l'ouvrage de Braun et Schneider, Zur Geschichte der Kostüme, fin du XIXe siècle.